# Ditassa fiebrigii
Ditassa fiebrigii är en oleanderväxtart som beskrevs av Gustaf Oskar Andersson Malme. Ditassa fiebrigii ingår i släktet Ditassa och familjen oleanderväxter. Inga underarter finns listade i Catalogue of Life.